# Jüdisches Historisches Institut

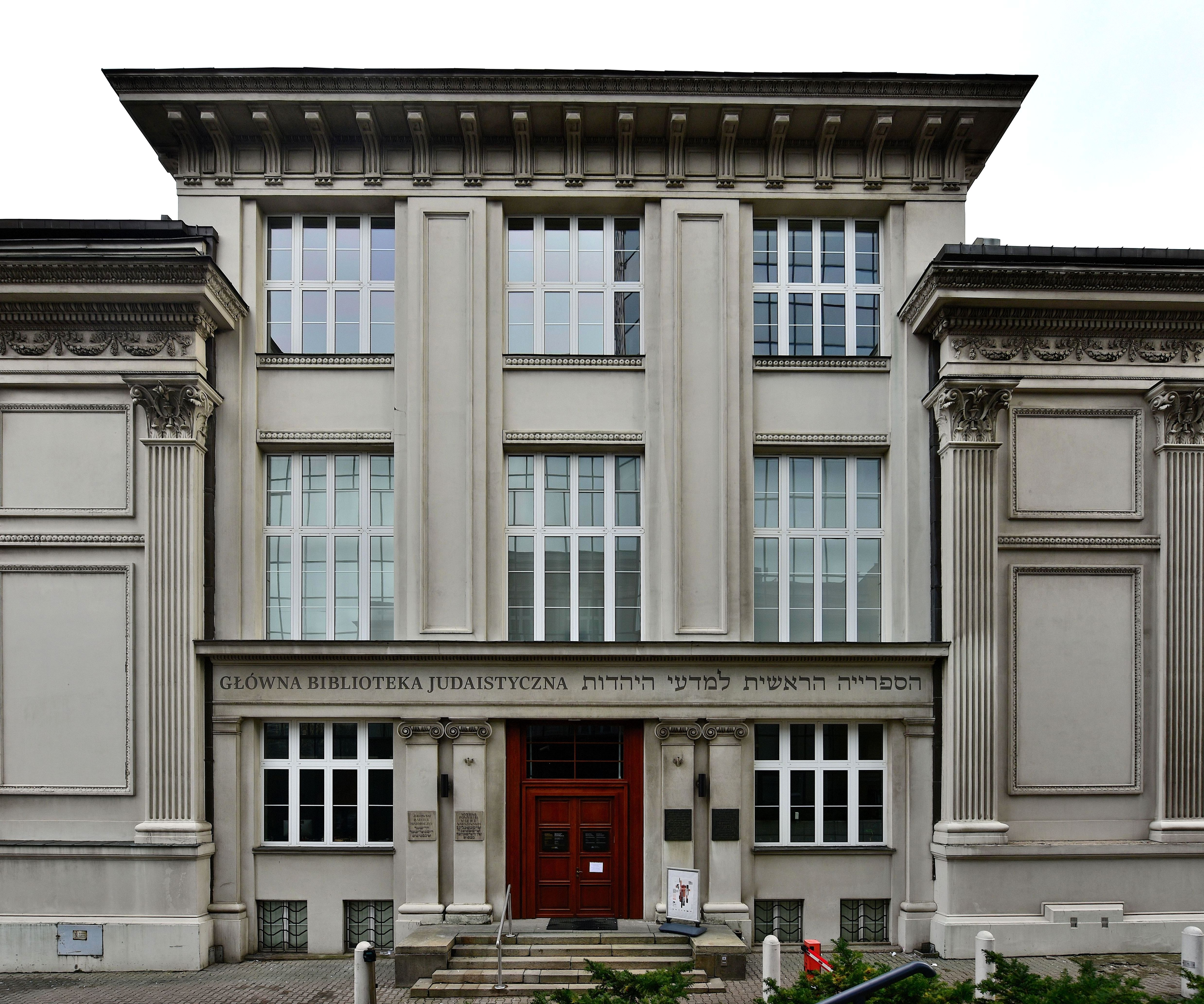
Sitz des Instituts, 2018

Das Jüdische Historische Institut (polnisch Żydowski Instytut Historyczny, kurz ŻIH; jiddisch ייִדישער היסטאָרישער אינסטיטוט) in Warschau beherbergt eine der bedeutendsten Sammlungen zu jüdischer Geschichte in Polen, darunter das Ringelblum-Archiv (Oneg Shabbat), und ist eine wichtige Forschungseinrichtung zum Thema Juden in Polen. Daneben gibt es im Institut zwei Dauerausstellungen zu den Themen jüdisches Leben in Polen und dessen Zerstörung im Holocaust.
Der Sitz befindet sich in der ehemaligen Judaistischen Hauptbibliothek, die 1936 fertiggestellt wurde. Gegenüber lag die Große Synagoge (Warschau), die am Ende des Aufstandes im Warschauer Ghetto am 16. Mai 1943 von SS-Gruppenführer Jürgen Stroop gesprengt wurde.
Vorläufer war die 1944 gegründete Zentrale Jüdische Historische Kommission (Centralna Zydowska Komisja Historyczna). Erster Direktor des Instituts war von 1947 bis 1949 Nachman Blumental, sein Nachfolger war bis 1966 Bernard Mark. Zwischen 1995 und 2006 war der Historiker Feliks Tych Direktor des Jüdischen Historischen Instituts Warschau. Seit 1. Januar 2021 ist Monika Krawczyk Direktorin.